# Pedro Juan Beneyto Rostoll
Pedro Juan Beneyto Rostoll (Altea, 1875 - Huelva, 1940) fou un empresari i polític valencià, germà del també polític José Beneyto Rostoll. Era fill del comerciant i banquer Juan Beneyto Beneyto i cunyat de José Jorro Miranda. En comptes d'estudiar dret com el seu germà, es dedicà als negocis amb el seu pare, i fou armador de vaixells i comerciant fruiter d'ametlles i panses. Era membre de la Cambra Agrària d'Alacant i el 1914 va rebre la Medalla al Mèrit Agrícola. També es dedicà a la política, militant en el Partit Conservador (sector d'Eduardo Dato e Iradier), amb el que fou alcalde d'Altea el 1899-1902. el 1907-1909 i el 1914-1915 i diputat provincial el 1905 i el 1920 pel districte de Dénia-Callosa d'en Sarrià. Fou president de la Diputació d'Alacant entre agost de 1921 i principis de 1923. Quan es produí la dictadura de Primo de Rivera va ser arrestat. Durant la dictablanda (febrer de 1930) fou membre de la Comissió permanent de la Diputació d'Alacant.